# Fernando Ansúrez de Castille
Fernando Ansúrez de Castille (mort en 929) fut comte de Castille et de Burgos à deux reprises. Une première fois entre 916 et 920 et une seconde fois entre 926 et 929.